# Allocosa schoenlandi
Allocosa schoenlandi là một loài nhện trong họ wolfspinnen (Lycosidae).
Loài này thuộc chi Allocosa. Allocosa schoenlandi được Mary Agard Pocock miêu tả năm 1900.